# ミルズ・ダーデン
ミルズ・ダーデン（Mills Darden、1799年10月7日 - 1857年1月23日）は、人類史上最大級の男として有名になったアメリカ人である。体重、身長ともに巨大で、人類史上最大級の大きさを誇った。身長は229cm、体重は390～490kg、場合によってはそれ以上であったと公式に確認されており、平均体重は476kgであった。この数値から、彼の肥満度(BMI)は74.6～92.9となる。
ミルズ（またはマイルズ）・ダーデンは1799年10月7日、アメリカノースカロライナ州リッチ・スクエア近郊でジョン・ダーデンとメアリー・ダーデンの間に生まれた。少なくとも一度は結婚し、数人の子供をもうけた。妻メアリーは1837年に約40歳で死去。
1857年1月23日に死去。テネシー州レキシントンに埋葬された。彼の墓と妻の墓は、地元の開発局によって修復された。しかし、確認できる写真は残っていない。